# قصر السوق (فلم)
قصر السوق هو فيلم تلفزي مغربي من إخراج إدريس شويكة سنة 2001، و بطولة كل من رشيد الوالي، سناء مبتسم، فريد الركراكي، عبد الكبير الركاكنة، هند السعديدي.
يؤدي الممثلون أدوارهم في هذا الفيلم باللغة العربية الفصحى.

## القصة
يحكي الفيلم قصة حب تجمع بين أديب وفتاة من بلدته، إلا أن العلاقة لا يكتب لها الاستمرار بسبب رفض عائلة الفتاة المحافظة هذه العلاقة، وإرغامها على الزواج بابن خالتها. وبعد مرور عشر سنوات يعود الأديب لنفس المنطقة ويلتقي من جديد بحبيبته.